# Григорій (герцог Беневентський)
Григорій (†740, герцог Беневентський (733–740). Призначений герцогом королем лангобардів Лютпрандом, який змістив узурпатора Аделайза. Був одружений з Гізельпергою.